# Umberto Colombo (inżynier)
Umberto Colombo (ur. 20 grudnia 1927 w Livorno, zm. 13 maja 2006 w Rzymie) – włoski inżynier, chemik i naukowiec, w latach 1993–1994 minister szkolnictwa wyższego, badań naukowych i technologii.

## Życiorys
W 1950 ukończył chemię na Uniwersytecie w Pawii, kształcił się następnie w Massachusetts Institute of Technology. Zawodowo związany z włoskim przemysłem. Pracował w przedsiębiorstwie Montedison, gdzie był m.in. dyrektorem generalnym pionu badań i rozwoju (do 1979). Później był prezesem kolejno włoskiej komisji energii jądrowej CNEN (do 1982), korporacji gazowo-petrochemicznej Eni (do 1983) oraz Włoskiej Krajowej Agencji Nowych Technologii, Energetyki i Zrównoważonego Rozwoju Gospodarczego ENEA (do 1993). W pracy naukowej zajmował się geochemią, chemią powierzchni i chemią ciała stałego.
Był członkiem różnych instytucji naukowych w tym Accademia Nazionale dei Lincei, Academia Europaea, American Academy of Arts and Sciences oraz World Academy of Art and Science. Pełnił też funkcję przewodniczącego rady naukowej Fondazione Eni Enrico Mattei.
Od maja 1993 do maja 1994 sprawował urząd ministra szkolnictwa wyższego, badań naukowych i technologii w rządzie Carla Azeglia Ciampiego.
Odznaczony Orderem Zasługi Republiki Włoskiej klasy II (1987) i I (1994), a także Orderem Zasługi za Pracę (1991).